# Гувен (Нідерланди)
Гувен (нід. Hoeven) — село в нідерландській провінції Північний Брабант. Входить до муніципалітету Галдерберге.
Його площа становить 24,80 км², а населення станом на 2021 рік складало 6 680 осіб.
До 1997 року мало статус окремого муніципалітету.

## Галерея

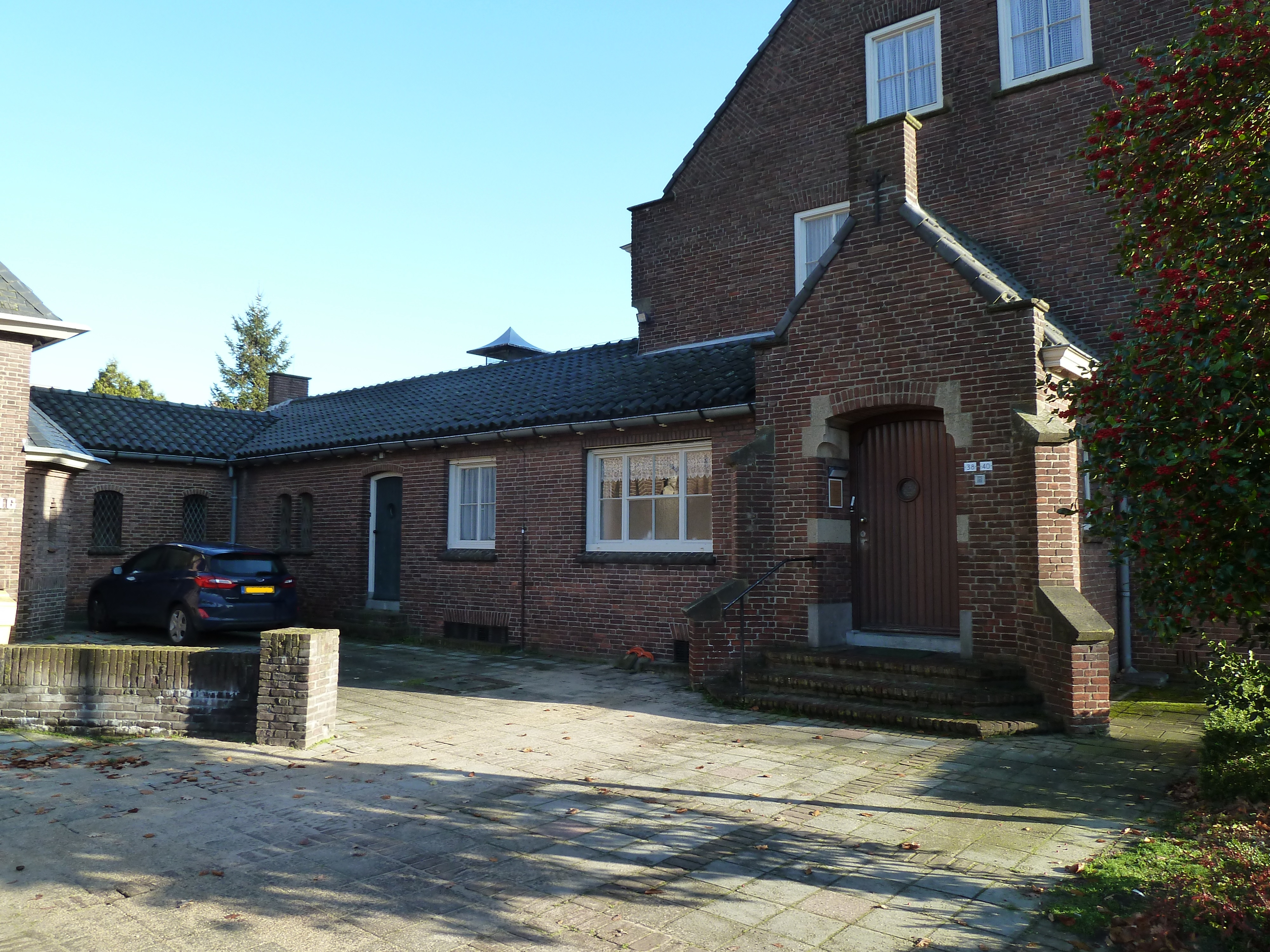
Сільська забудова
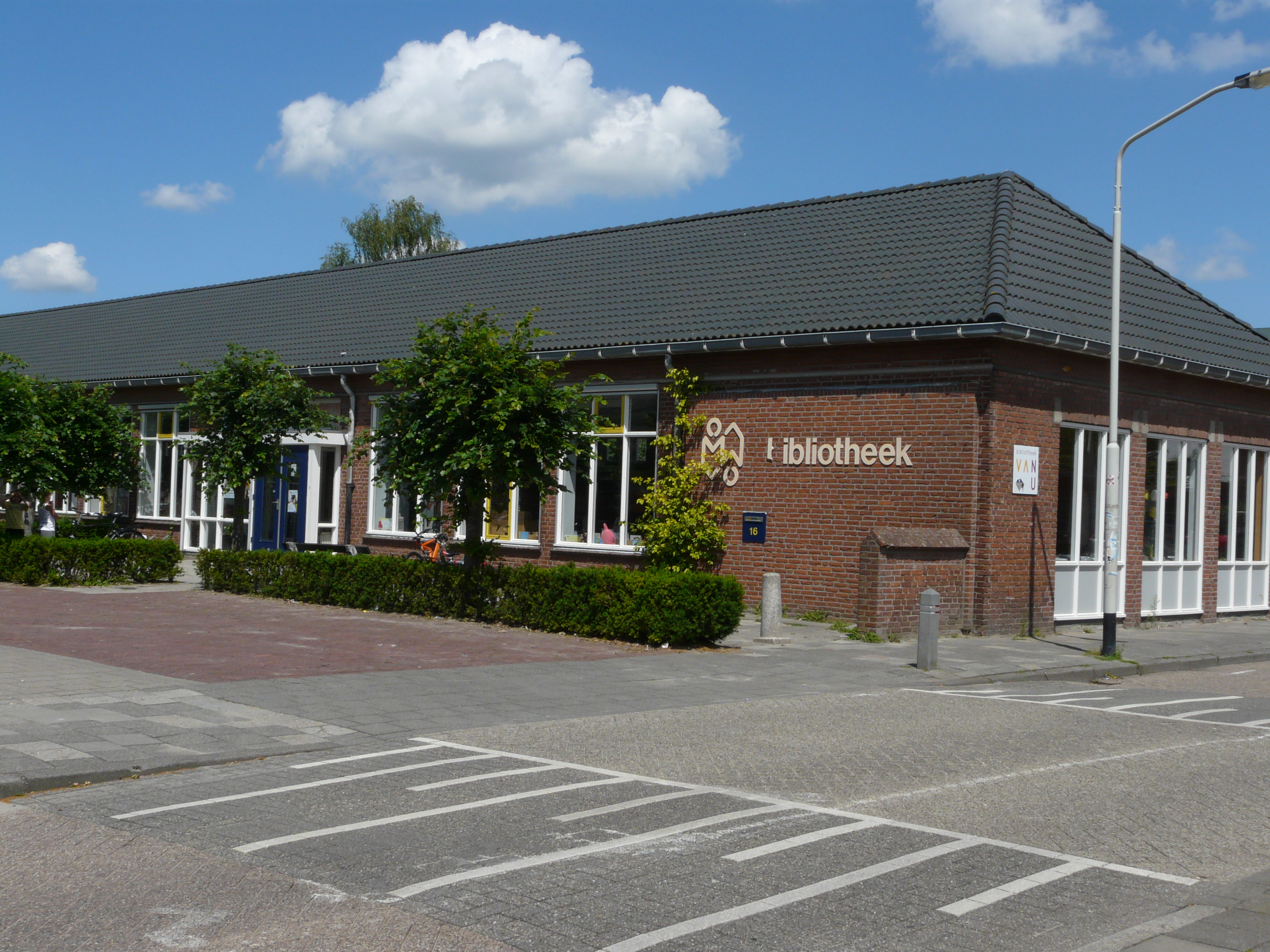
Бібліотека у селі
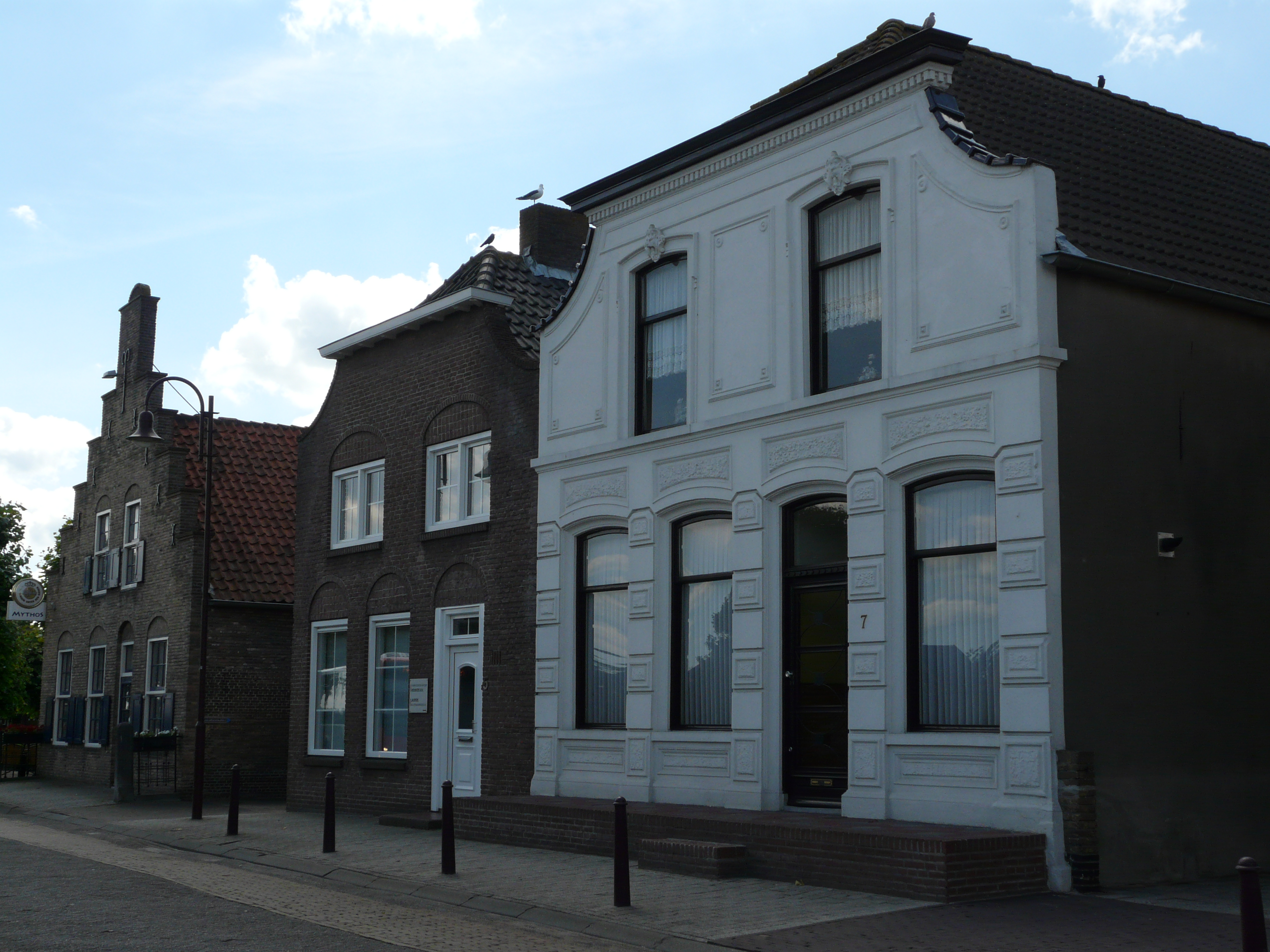
Вулична панорама
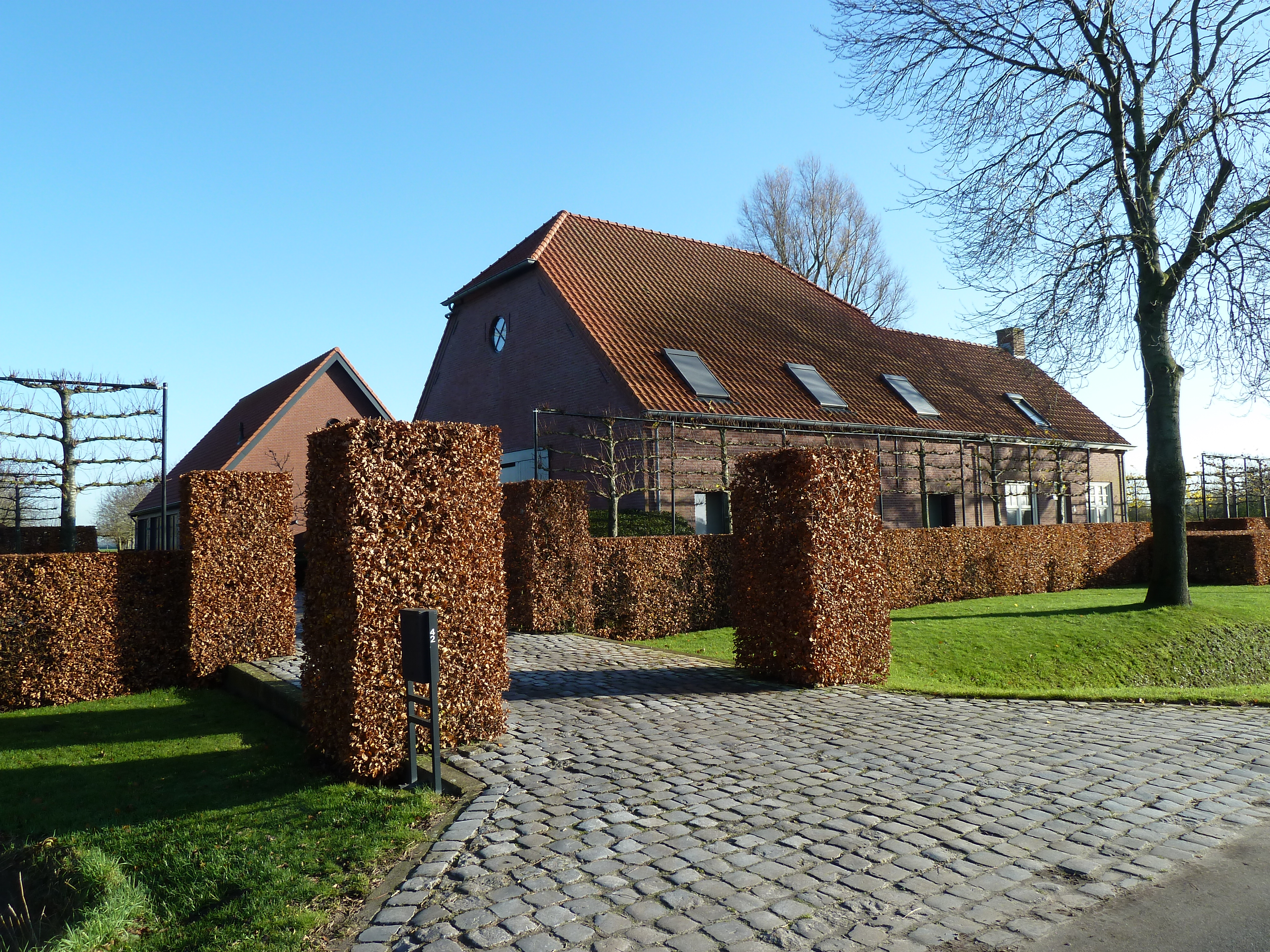
Ферма у Гувені